# Johannes Ramsler
Johannes Ramsler (* vermutlich 1590 in Tübingen; † 1624 in Lauingen) war ein württembergischer Maler. Er war ein Sohn des Malers Anton Ramsler und ein jüngerer Bruder von Jacob Ramsler.

## Leben
Johannes Ramsler war ein Sohn des Tübinger Malers Anton Ramsler und dessen Frau Sibilla geb. Brentel. Er war bei seinem Vater in der Lehre, als dieser 1607 starb. Johannes ging dann nach Straßburg, wo er bei einem Maler die Lehre abschloss. Danach arbeitete er seit 1612 als Geselle bei einem Maler in Lauingen. 1613 hielt er sich vorübergehend in München auf, wovon ein erhaltenes Stammbuchblatt zeugt.
1616 bewarb er sich in Tübingen um das akademische Bürgerrecht, doch erhielt eine Absage. 1617 heiratete er in Tübingen Katharina Grouber, Tochter des Lauinger Bürgers Erasmus Grouber. Das Paar hatte einen Sohn: Jacob Ramsler (III.) (* 1619), der Goldschmid wurde, und eine Tochter. Möglicherweise zu diesem Zeitpunkt bemalte er mit einem Friedrich Brindel eine Sonnenuhr an der Apotheke in Tübingen.
Trotz des im März 1621 erschienen Dekrets des Neuburger Kirchenrates, das alle Lauinger Bürger zur Osterbeichte verpflichtete und auf diese Weise zur Konversion zum Katholizismus drängte, blieb Johannes Ramsler in Lauingen bis zu seinem frühen Tod im Jahre 1624. Dies geht unmissverständlich aus der Bitte seiner Mutter Sibilla an den Senat der Universität Tübingen, sie mit einer Fürsprache in Lauingen wegen der Erbschaft ihres verstorbenen Sohnes und des hinterlassenen Töchterleins zu unterstützen (Universitätsarchiv Tübingen: 2/4 fol. 129'). (Werner Fleischhauer ging davon aus, dass Ramsler 1621 Lauingen verließ und an einem unbekannten Ort starb.)

## Erhaltene Arbeit
- 1613 Andromeda – Zeichnung aus einem Stammbuch mit folgender Widmung: „Dieses mach ich zue Freundtlicher und guetter gedechtnus in München den 3 Martii Anno 1613 Johannes Ramsler von Tübingen“ (British Museum, London, Inv. 1949-4-11-119)[5]